# Arcs de les Salines
Arcs de les Salines (en castellà i oficialment Arcos de las Salinas) és un municipi d'Aragó, situat a la comarca de Gúdar-Javalambre (província de Terol). Té una població de 118 habitants (2020). El nom prové de la construcció de diversos carrers dins el poble governats per arcs (Portal de la Catarra i Portal de Teruel, entre altres), junt amb l'existència d'unes salines d'interior.

## Geografia
Arcs és als peus de la serra de Javalambre, junt al riu Arcs i el riu Torrijano, afluents del Guadalaviar. La seua altitud és de 1.081 metres sobre el nivell del mar. Es troba rodejat de muntanyes i compta amb més de 65 fonts als seus voltants. Està a 73 quilòmetres de Terol i a pocs quilòmetres de les fronteres del País Valencià. Dins del seu terme municipal hi trobem quatre pobles: La Higuera, la Hoya de la Carrasca, Las Dueñas (abandonat) i Puebla de San Miguel.
El seu terme municipal limita amb Torrijas, Camarena de la Sierra i La Pobla de Valverde a l'Aragó; La Iessa, Alpont, Aras de los Olmos i La Pobla de Sant Miquel al País Valencià; i Santa Cruz de Moya a Castella-La Manxa.

### Les salines
Les salines que donen nom al municipi són d'època medieval, amb pre-assentament àrab, i es troben a uns 2 km baix de la població. Aquestes Salines, en actiu fins als 80, són de propietat privada i es mantenen en un estat deficient degut a la falta de conservació, són Bé d'Interès Cultural (BIC) i tot un símbol col·lectiu del municipi, es caracteritzen per la seua extraordinària estructura i per la seua gran importància etnològica i arquitectònica que defineix ben bé el caràcter de poble històric.
Actualment existeix una fundació constituïda pels propietaris de les Salines que s'estan fent càrrec de la seua posada en valor, la Fundación Reales Salinas de Arcos, que el 15 de setembre de 2019 va recuperar el romiatge de la verge dels Dolors de les Salines; i el 29 de setembre de 2019 va organitzar la I celebració de la visita del Rei Jaume I a les Salines, commemorant-se el 760 aniversari.
Per altra banda, en gener de 2019, l'Ajuntament d'aquest mateix municipi va publicar una Nota informativa sobre les Salines, amb la participació de l'especialista arqueòleg Javier Ibañez González. En la mateixa nota, s'explica l'evolució jurídico-administrativa dels últims anys, la visió i la pretensió municipal, i es va plasmar la voluntat de solucionar tal qüestió primordial, de forma eficaç i pactada.

## Història
Segons els límits que Jaume I va donar al Regne de València després de la seua conquesta, va situar Arcs de les Salines i tota la serra de Javalambre dins de les fronteres valencianes, però posteriorment aquesta zona va passar al Regne d'Aragó deguda la importància de les Salines d'Arcs, amb la qual cosa la comarca del Racó d'Ademús va quedar separada de la resta del País Valencià. Arcs fou mantingut, tanmateix, dins el bisbat de Sogorb.
Amb l'arribada del segle xxi ha viscut una millora en les vies de comunicació i una adeqüació dels carrers del poble junt a diverses reformes d'antigues cases i antics corrals. Hui dia ha aconseguit fixar població després de dècades de pèrdua poblacional.

## Cultura i turisme
Arcs de les Salines compta dins del seu nucli de dos esglésies, una d'elles reformada recentment (Església de la Inmaculada). Degut a la seua localització lluny de grans ciutats, la seua contaminació acústica, lumínica i ambiental és mínima. Històricament s'ha caracteritzat per una agricultura tradicional i autosuficient i, després de dècades d'inactivitat i d'èxode rural hi ha actualment un floriment en la voluntat autòctona de mantindre una activitat continua del conreu de la terra. Ha disposat de diverses piscifactories on era comú la pesca de la truita. El seu privilegiat entorn li atorga importants fluxos d'aigua com és el cas del riu Arcs.
Arcs compta amb un hotel rural i dos restaurants on podem trobar els menjars tradicionals de la zona. També disposa d'un forn morú centenari i trobem d'igual forma una piscina municipal i un edifici multiusos per tal de desenvolupar activitats culturals i d'oci, així com una carnisseria i una tenda.
Les seues festes són el dia 12 d'octubre, dia del Pilar, a més dels romiatges en honor de Santa Quitèria, San Juanico, la Mare de Déu dels Dolors i Sant Salvador, i el dia 15 d'agost en honor de la Mare de Déu d'agost.

## Administració i política

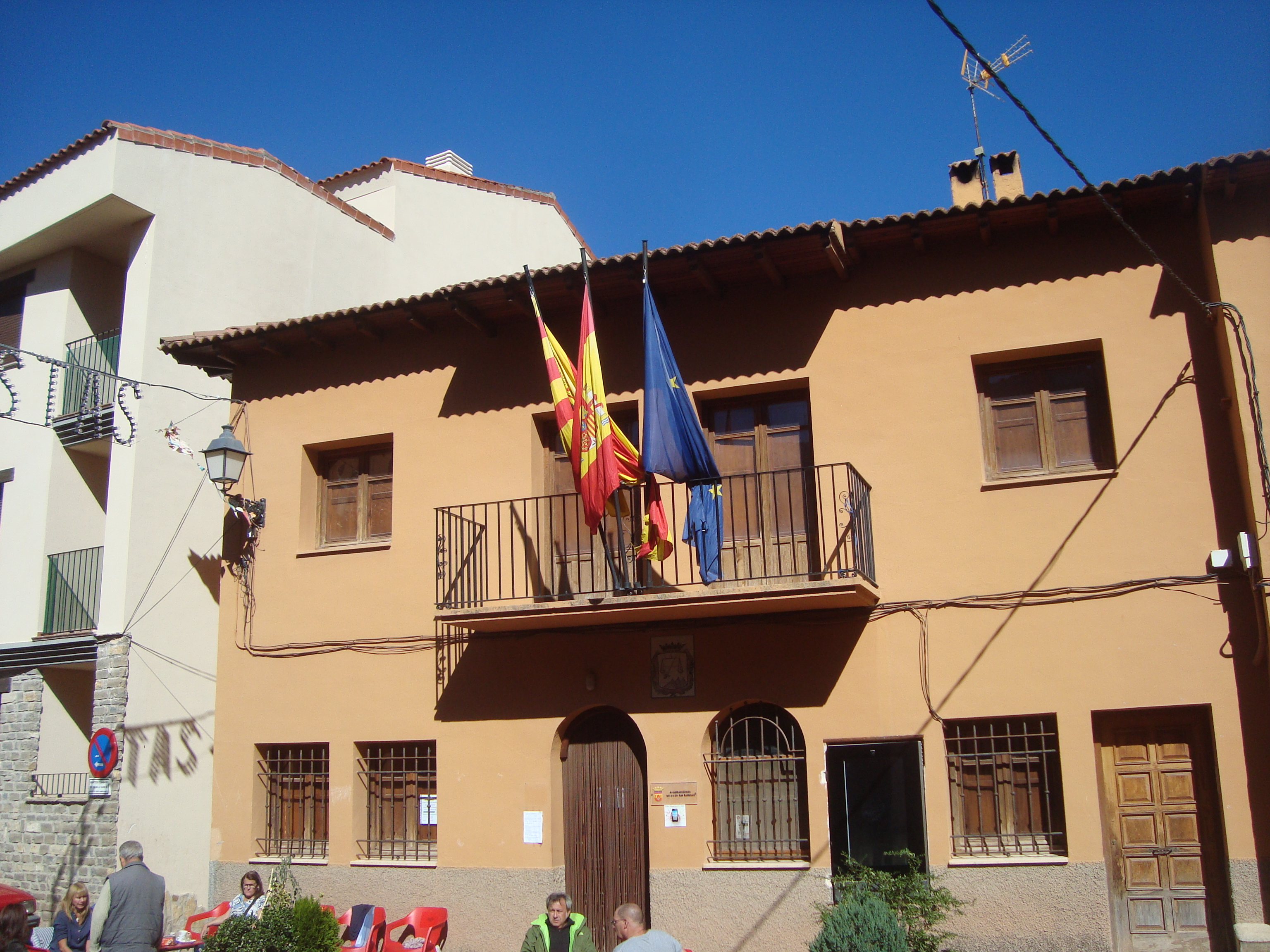
Ajuntament del municipi

| Període   | Alcalde                   | Partit |  |
| --------- | ------------------------- | ------ |  |
| 1979-1983 | José Ballestero Rodríguez | UCD    |  |
| 1983-1987 |                           |        |  |
| 1987-1991 |                           |        |  |
| 1991-1995 |                           |        |  |
| 1995-1999 |                           |        |  |
| 1999-2003 |                           |        |  |
| 2003-2007 |                           |        |  |
| 2007-2011 | Rafael Pinazo Gamir       | PP     |  |
| 2011-2015 | José Luis Alvir Martínez  | PP     |  |
| 2015-2019 | José Luis Alvir Martínez  | PP     |  |
| 2019-2023 | José Luis Alvir Martínez  | PP     |  |

### Resultats electorals
| Eleccions municipals |      |      |      |      |
| Partit               | 2003 | 2007 | 2011 | 2015 |
| PP                   | 4    | 4    | 4    | 2    |
| PSOE                 | 1    | 1    | 3    | 1    |
| Total                | 5    | 5    | 7    | 3    |